# Clarionwinterkoning
De clarionwinterkoning (Troglodytes tanneri) is een zangvogel uit de familie Troglodytidae (Winterkoningen). De vogel werd in 1890 door de Amerikaanse visserijbioloog Charles Haskins Townsend geldig beschreven. Het is een endemische vogelsoort van de Mexicaanse Revillagigedo-eilanden.

## Kenmerken
De vogel is 12,5 tot 14 cm lang, bijna anderhalf keer zo lang als de in Europa voorkomende (gewone) winterkoning. De vogel is meer grijsbruin, met een licht okerkleurige wenkbrauwstreep en minder gestreept op borst en buik dan de gewone winterkoning, die ook warmer bruin gekleurd is. De snavel is donkerbruin en de poten zijn bruinachtig. Er is geen verschil tussen de seksen.

## Verspreiding en leefgebied
Deze soort is endemisch op Clarión, een vulkanisch eiland behorend tot de Revillagigedo-eilanden. De vogel komt voor in droge gebieden met struikgewas en cactussen. De vogel broedt in holen in vulkanische rotsen, maar ook in door mensen achtergelaten materiaal als rubberbanden, ruïnes, boten en voertuigen. De vogel is kwetsbaar omdat de soort alleen op dit eiland voorkomt.